# Kauman (Widodaren)
Kauman is een bestuurslaag in het regentschap Ngawi van de provincie Oost-Java, Indonesië. Kauman telt 4473 inwoners (volkstelling 2010).